# Deutsche Sprintmeisterschaften 2009
Die 13. Deutschen Sprintmeisterschaften im Rudern wurden am 10. und 11. Oktober 2009 auf dem Fühlinger See in Köln ausgetragen.
In diesem Jahr wurde der Frauen-Achter ins Wettbewerbsprogramm aufgenommen. Damit wurden in insgesamt elf Bootsklassen Medaillen vergeben, davon sechs bei den Männern, vier bei den Frauen und eine in der Mixed-Klasse. Die Rennen wurden über eine Distanz von 310 Metern ausgetragen – die bislang kürzeste Distanz bei Deutschen Sprintmeisterschaften.

## Medaillengewinner

### Männer
| Bootsklasse            | Gold | Silber | Bronze |
| ---------------------- | --- | --- | --- |
| Einer                  | Stephan Volkert (RTHC Bayer Leverkusen) | Fabian Weiler (TV 1877 Essen-Kupferdreh) | Benjamin Scholz (RC Aschaffenburg von 1898) |
| Doppelzweier           | RC Hamm von 1890 Thilo Bialaschik Niklas Kell | Der Hamburger und Germania RC Darg Ingber Lasse Antczak | Bremerhavener RV von 1889 Joos Lange Knud Lange |
| Zweier ohne Steuermann | RTHC Bayer Leverkusen Toni Seifert Gregor Hauffe | RC Hamm von 1890 Jan Müller Falk Müller | Osnabrücker RV Lutz Ackermann Andreas Tönnies |
| Doppelvierer           | Rüsselsheimer Ruder-Klub 08 Andreas Klepper Benjamin Michel Martin Kraft Jörg Herzog                                                                      | Frankfurter RG Germania Wolf Bussian Sascha Robertson Marcel Hacker Michael Wieler                                                                            | RV Weser Hameln Nils Hawranke Torben Jedamski Fabian Schönhütte Jan Jedamski                                                                                    |
| Vierer mit Steuermann  | Crefelder RC 1883 Lars Henning Dirk Marterer Thorsten Hütz Matthias Simons Kristin Heume (Stf.)                                                           | Der Hamburger und Germania RC Arne Hothan Thorsten Pieper Kay Rückbrodt Richard Nagel Jana Martens (Stf.)                                                     | Osnabrücker RV Daniel Tusch Andreas Schierke Marco Hehmann Robin Aden Henri Kuper (Stm.)                                                                        |
| Achter                 | Crefelder RC 1883 Lars Henning Dirk Marterer Thorsten Hütz Andreas Baloghy Thorben Henning Larus Melka Sebastian Fürst Matthias Simons Stefan Lier (Stm.) | Osnabrücker RV Daniel Tusch Andreas Schierke Marco Hehmann Robin Aden Matthias Bergmann Andreas Tönnies Christian Vennemann Lutz Ackermann Henri Kuper (Stm.) | RTHC Bayer Leverkusen Achim Behrens Heiner Schwartz Mario Platten Stephan Volkert Gregor Hauffe Toni Seifert Moritz Otto Felix Otto Christoph Norrenberg (Stm.) |

### Frauen
| Bootsklasse  | Gold | Silber | Bronze |
| ------------ | --- | --- | --- |
| Einer        | Silke Günther (RG Wetzlar 1880) | Wiebke Offermann (Bonner RG) | Katja Rügner (ETuF Essen) |
| Doppelzweier | RG Wetzlar 1880 Stephanie Primus Silke Günther | Ludwigshafener RV von 1878 Leonie Scheuermann Evelyn Siegert | RV Esslingen Christine Kalkschmid Sandra Luptowitsch |
| Doppelvierer | RG Wetzlar 1880 Martina Bösch Mareike Adams Stephanie Primus Silke Günther                                                                                   | Kölner RV von 1877 Wiebke Gebauer Lea Heider Constanze Höhn Merle Schäfer | RG Hansa Hamburg Nora Wehrhahn Juliane Möcklinghoff Britta Tetzlaff Sina Ingber                                                                                   |
| Achter       | Crefelder RC 1883 Johanna Davids Theresa Hülsmann Vera Dresely Mona Benger Franziska Horbach Marlene Sinnig Maren Ruße Melanie Staelberg Tjarde Melka (Stf.) | RG Hansa Hamburg Nora Wehrhahn Juliane Möcklinghoff Samila Kreutzjans Britta Tetzlaff Katharina von Kodolitsch Christin Vetter Claudia Schad Sina Ingber Birte van der Horst (Stf.) | Mainzer RV von 1878 Petra Breitbach Christiane Dürsch Ricarda Exner Sybille Exner Barbara Karches Berit Krüger Clara Karches Mareike Helmers Felix Erdmann (Stm.) |

### Mixed
| Bootsklasse  | Gold                                                                                  | Silber                                                                             | Bronze                                                                  |
| ------------ | ------------------------------------------------------------------------------------- | ---------------------------------------------------------------------------------- | ----------------------------------------------------------------------- |
| Doppelvierer | RV Esslingen Christine Kalkschmid Sandra Luptowitsch Kai Luptowitsch Jens Maschkiwitz | Frankfurter RG Germania Katharina Wagner Simon Eckhardt Marcel Hacker Katrin Thoma | RV Weser Hameln Merle Wessel Nora Wessel Fabian Schönhütte Jan Jedamski |